# Torre Avalanz
La Torre Avalanz appelé aussi Torre Dataflux est un gratte-ciel de 182 mètres de hauteur situé à San Pedro Garza Garcia (es), dans l'agglomération mexicaine de Monterrey. Il a été construit de 1998 à 2000.
La surface de plancher de l'immeuble est de 49 122 m2, desservis par 20 ascenseurs.
Les deux premiers tiers de l’immeuble sont occupés par des bureaux et le tiers supérieur par des logements.
Le bâtiment est constitué de deux noyaux de béton contenant les ascenseurs et les cages d'escaliers, et qui sont liés par trois ponts en acier qui sont ancrés par des câbles tendus.
L'immeuble a été conçu par l'agence Landa Arquitectos. Son promoteur est la société Grupo Internacional de Inversiones (GII) et son constructeur la société Postensa.